# Ceromya capitata
Ceromya capitata là một loài ruồi trong họ Tachinidae.